# هماي شهرزاد

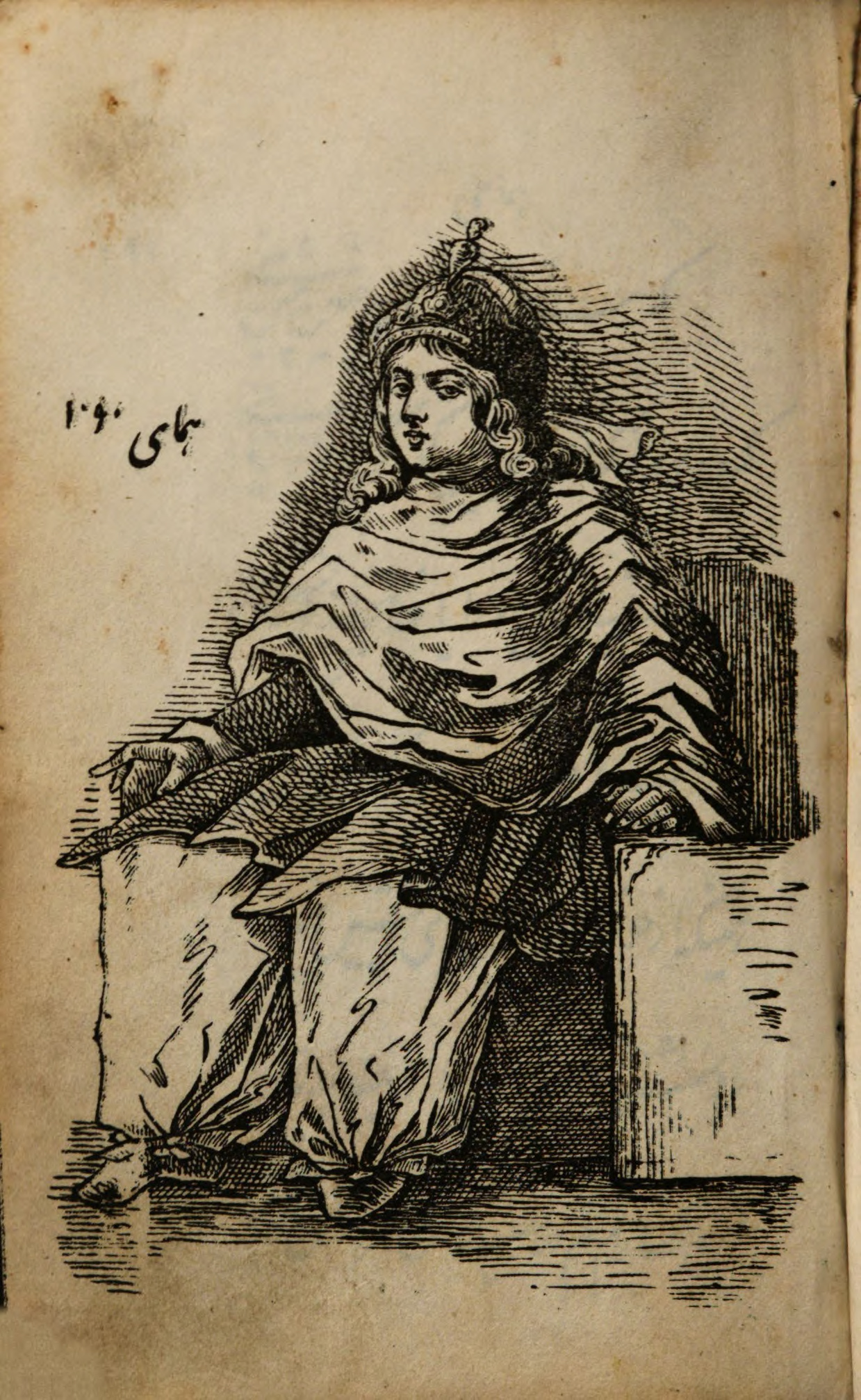
رسم توضيحي في العصر القاجاري لهماي شهرزاد

هماي شهرزاد كانت ملكة أسطورية من السلالة الكيانية في إيران منذ حوالي 32 عامًا. كانت ابنة أو زوجة (تختلف المصادر) لكاي بهمان.

## الحكم
يصاب بهمن بالمرض عندما تكون هماي حاملًا في شهرها السادس، وعندما يدرك أن وفاته وشيكة، يُعين هماي نائبة له حتى ولادة طفلها. تولت العرش وحكمت إيران بعد وفاة بهمن. بعد صعودها، أنجبت ابنًا، كاي دارا الأول ، الذي أبقته مخفيًا لمدة 8 أشهر. في النهاية، تضع داراب في صندوق وتتركه يطفو في نهر الفرات، حيث يعثر عليه صباغ، ينقذ داراب ويربيه.
خلال حكم هماي، هاجم جيش روماني الأطراف الغربية للإمبراطورية الإيرانية، وأرسل هماي جيشًا بقيادة رشنواد لمحاربتهم. أثناء هذا الصراع، يجد رشنواد داراب، ويتعرف عليه أنه ابن هماي. وعندما عادوا إلى العاصمة بعد هزيمة الرومان، تقاعدت هماي وسلمت العرش إلى ابنها بعد 32 عامًا من الحكم.